# De playlist
De playlist is een programma op Eén waarin bekende artiesten hun favoriete Vlaamse nummers kiezen uit het VRT-archief.  Het programma wordt uitgezonden in de zomer van 2020.

## Concept
In elke aflevering is een Vlaamse artiest te gast die een playlist van favoriete nummers samenstelt aan de hand van vragen zoals:
- Wat is je meest memorabele televisieoptreden?
- Welke muziek doet je terugdenken aan je jeugd?
- Wat is je favoriete song van bij ons?
- Wat is je ultieme feest- of dansplaat?
- Wat vind je het mooiste liefdeslied?
- Welk nummer dat we niet van je verwachten staat zeker in je playlist?
- Wat is je favoriete Nederlandstalige song?
- Welke jonge artiest wacht volgens jou een mooie toekomst?
- Wat is je favoriete hit van jezelf?
- Wat is je favoriete muziek uit je jeugd?

Daarbij worden fragmenten uit het VRT-archief afgewisseld met persoonlijke herinneringen en muzikale anekdotes.

## Afleveringen
| Afl. | Artiest            | Uitzenddatum |
| ---- | ------------------ | ------------ |
| 1    | Regi               | 6 juli 2020  |
| 2    | Niels Destadsbader | 7 juli 2020  |
| 3    | The Starlings      | 8 juli 2020  |
| 4    | Sergio             | 9 juli 2020  |
| 5    | Flip Kowlier       | 10 juli 2020 |
| 6    | Christoff          | 13 juli 2020 |
| 7    | Pommelien Thijs    | 14 juli 2020 |
| 8    | Mathias Vergels    | 15 juli 2020 |
| 9    | Noémie Wolfs       | 16 juli 2020 |
| 10   | Kristel Verbeke    | 17 juli 2020 |
| 11   | Belle Perez        | 20 juli 2020 |
| 12   | Alex Callier       | 21 juli 2020 |
| 13   | Jelle Cleymans     | 22 juli 2020 |
| 14   | Peter Van Laet     | 23 juli 2020 |
| 15   | IBE                | 24 juli 2020 |
| 16   | Clouseau           | 27 juli 2020 |
| 17   | Natalia            | 28 juli 2020 |
| 18   | Milo Meskens       | 29 juli 2020 |
| 19   | Metejoor           | 30 juli 2020 |
| 20   | Bart Kaëll         | 31 juli 2020 |

| Afl. | Artiest              | Uitzenddatum     |
| ---- | -------------------- | ---------------- |
| 21   | Dana Winner          | 3 augustus 2020  |
| 22   | Daan                 | 4 augustus 2020  |
| 23   | Olivia Trappeniers   | 5 augustus 2020  |
| 24   | Brahim               | 6 augustus 2020  |
| 25   | Compact Disk Dummies | 7 augustus 2020  |
| 26   | blackwave            | 10 augustus 2020 |
| 27   | 2 Fabiola            | 11 augustus 2020 |
| 28   | Laura Tesoro         | 12 augustus 2020 |
| 29   | Gene Thomas          | 13 augustus 2020 |
| 30   | Bent Van Looy        | 14 augustus 2020 |
| 31   | De Romeo's           | 17 augustus 2020 |
| 32   | Walter Grootaers     | 18 augustus 2020 |
| 33   | Portland             | 19 augustus 2020 |
| 34   | Stan Van Samang      | 20 augustus 2020 |
| 35   | Laura Lynn           | 21 augustus 2020 |
| 36   | Slongs               | 24 augustus 2020 |
| 37   | Milow                | 25 augustus 2020 |
| 38   | Jef Neve             | 26 augustus 2020 |
| 39   | Camille Dhont        | 27 augustus 2020 |
| 40   | Bart Peeters         | 28 augustus 2020 |